# May Mahlangu
May Mahlangu (ur. 1 maja 1989 w Secundzie) – południowoafrykański piłkarz grający na pozycji pomocnika. Od 2016 roku jest zawodnikiem klubu Dinamo Bukareszt. W reprezentacji Republiki Południowej Afryki zadebiutował w 2012 roku.